# Ексм
Ексм (фр. Exmes) насеље је и општина у северној Француској у региону Доња Нормандија, у департману Орн која припада префектури Аржантан.
По подацима из 2011. године у општини је живело 308 становника, а густина насељености је износила 29,53 становника/km². Општина се простире на површини од 10,43 km². Налази се на средњој надморској висини од 317 метара (максималној 268 m, а минималној 145 m).

## Демографија
| 1962. | 1968. | 1975. | 1982. | 1990. | 1999. | 2011. |
| ----- | ----- | ----- | ----- | ----- | ----- | ----- |
| 441   | 443   | 399   | 341   | 335   | 350   | 308   |

График промене броја становника у току последњих година